# Ayla (film din 2009)
 Pentru alte sensuri vezi Ayla.
Ayla este un film german produs în 2009 în regia lui Su Turhan.

## Prezentare
Tânăra de 25 de ani Ayla de origine turcă, care trăiește în München are o serie de conflicte cu familia ei. Conflictele sunt cauzate de modul ei de viață independent, care nu poate fi acceptat de tatăl ei un turc religios. Ayla are un temperament impulsiv, stilul ei de viață stârnește indignarea și dezaprobarea comunității turcești din München. Încercarea tatălui ei de a o mărita în mod tradițional în Turcia, se lovește de împotrivirea Aylei. Între timp ea se îndrăgostește de fotograful turc Ayhan, care acceptă stilul ei de viață. Lucrurile iau o întorsătură neașteptată, când familia lui Ayhan caută cu forța să trimită în Turcia pe Hatice, sora lui Ayhan.  Ayla care ia apărarea Haticei se confruntă cu dușmănia familiei lui Ayhan. Filmul caută să prezinte conflictele care apar în Europa Occidentală în cadrul familiior musulmane, conflicte generate de diferențele de mentalitate dintre părinți și copii, care au preluat obiceiurile moderne europene.

## Distribuție
- Pegah Ferydoni: Ayla
- Mehdi Moinzadeh: Ayhan
- Türkiz Talay: Hülya
- Timur Ișık: Mehmet
- Sesede Terziyan: Hatice
- Saskia Vester: Iris